# 얼라이브 (1993년 영화)
《얼라이브》(영어: Alive)는 미국에서 제작된 1993년 전기 생존 영화이다. 프랭크 마셜이 연출하였고, 이선 호크 등이 출연하였으며, 캐슬린 케네디 등이 제작에 참여하였다. 1972년 우루과이 공군기 571편 조난 사고에 기반하였으며, 인간의 생존 본능과 희생 정신이 드러나는 극한의 상황을 묘사한다.

## 줄거리
1972년 우루과이 공군기 571편을 타고 칠레로 향하던 우루과이 학교 럭비팀이 안데스산맥에서 비행기 추락 사고를 당한다. 생존자들은 심각한 부상과 혹독한 추위 속에서 구조를 기다리지만 시간이 지나면서 절망에 빠진다. 초기에는 초콜릿과 포도주로 버티지만 곧 식량이 바닥나고, 결국 생존을 위해 사망자들의 시신을 먹기로 결정한다.
구조될 희망이 사라지자 일부 생존자들은 무전기에 필요한 배터리가 있을 비행기 꼬리 부분을 찾아보지만 실패한다. 눈사태로 인해 더 많은 사람들이 사망하고, 생존자들은 혹독한 환경에 고립된다. 몇 명의 생존자는 산을 넘어 구조를 요청하기로 결심한다.
난도 파라도와 로베르토 카네사가 결국 산을 넘어 외부 세계와 연락하는 데 성공하고, 나머지 생존자들은 극적으로 구조된다. 영화는 생존자들이 사고 현장에 돌아와 사망자들을 매장하고 추모하는 장면으로 마무리된다. 

## 출연
생존자
- 이선 호크 - 난도 파라도 역
- 조시 해밀턴 - 로베르토 카네사 역
- 샘 베런스 - 하비에르 메톨 역
- 데이비드 크리걸 - 구스타보 세르비노 역
- 브루스 램지 - 카를리토스 파에스 역
  - 존 맬커비치 - 나이 든 파에스 역
- 케빈 브레즈너핸 - 로이 하를리 역
- 존 헤임스 뉴턴 - 안토니오 "틴틴" 비신틴 역
- 잭 노즈워디 - 보비 프란수아 역
- 데이비드 큐빗 - 아돌포 "피토" 스트라우 역
- 지안 디도나 - 에두아르도 스트라우 역
- 존 커시니 - 다니엘 페르난데스 역
- 리처드 이언 콕스 - 라몬 "몬초" 사베야 역
- 누노 앤투너스 - 알바로 망히노 역
- 고든 커리 - 호세 루이스 "코체" 잉시아르테 역
- 마이클 테일스 - 알프레도 델가도 역
- 스티븐 셰일러 - 호세 페르도 알고르타 역

사망자
- 빈센트 스파노 - 안토니오 발디 역
- 제이크 카펜터 - 알베르토 안투나 역
- 마이클 덜로렌조 - 라파엘 카노 역
- 일리아나 더글러스 - 릴리아나 메톨 역
- 엘리 키츠 - 수사나 파라도 역
- 크리스천 J. 메이올리 - 페데리코 아란다 역
- 대니 누치 - 우고 디아스 역
- 호세 수니가 - 정비사 (카를로스 "프라가" 로케 병장) 역
- 마이클 시콜리 - 조종사 (훌리오 세사르 페라다스 대령) 역
- 제리 와서먼 - 부조종사 (단테 라구라라 중령) 역
- 토니 모렐리 - 항공사 (라몬 마르티네스 중령) 역
- 프랭크 펠레그리노 - 승무원 (오비디오 호아킨 라미레스 병장) 역
- 잰 다시 - 에우헤니아 파라도 역
- 조시 루커스 - 펠리페 레스타노 역
- 채드 윌릿 - 파블로 몬테로 역
- 마이클 울슨 - 후안 마르티노 역
- 다이애나 배링턴 - 알폰신 부인 역
- 실비오 폴리오 - 알렉스 모랄레스 역
- 제이슨 개프니 - 빅토르 볼라리 역
- 세스 제임스 아넷 - 토마스 알론소 역
- 오렐리오 디넌지오 - 솔라나 팀 주치의 역
- 피오나 로스키 - 솔라나 부인 역

## 기타 제작진
- 공동 제작: 브루스 코언
- 배역: 마이클 펜턴, 밸러리 머살러스
- 미술: 노먼 레이놀즈
- 의상: 제니퍼 L. 파슨스

## 수상
- 1993년 제2회 MTV 영화 & TV 어워즈 최고의 액션 장면

## 우리말 녹음
SBS 성우진
- 강수진 - 난도 (이선 호크)
- 홍시호 - 주장 (빈센트 스파노)
- 홍승섭 - 카네사 (조시 해밀턴)
- 김일 - 카를리토스 (브루스 램지)
- 안지환 - 로이 (케빈 브레즈너핸)
- 이윤연 - 라파엘 (마이클 덜로렌조)
- 이인성
- 박영화

MBC 성우진
- 안지환 - 난도 (에단 호크)
- 최원형 - 안토니오 (빈센트 스파노)
- 권혁수 - 카네사 (조쉬 해밀턴)
- 한영숙
- 이성
- 김순선
- 이종혁
- 손원일
- 안장혁
- 변종필
- 김영선
- 김호성
- 엄태국
- 김민성
- 김용준
- 박선영
- 송준석
- 이상범
- 고성일
- 이상훈
- 표영재